# یواس‌اس بروکن‌بوروگ (۱۸۶۲)
یواس‌اس بروکن‌بوروگ (۱۸۶۲) (به انگلیسی: USS Brockenborough (1862)) یک کشتی بود که طول آن Unknown بود.